# Агений

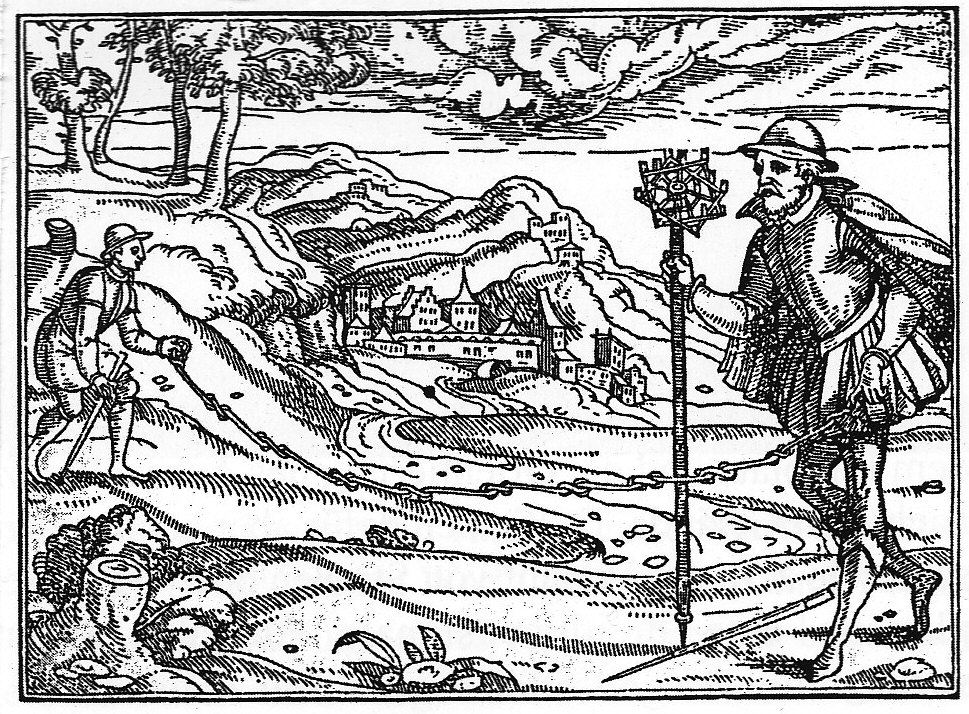
Агрименсор с громой (гравюра Карла Штефана и Иоганна Либхальта; Страсбург, 1579)

Агений Урбик (иногда Аггений, лат. Aggenus (Agennius) Urbicus, вероятно V век) — позднеантичный технический автор, агрименсор, комментатор Фронтина.
Время жизни не установлено. Вероятно, он был христианином; на основании выражений, которые он использует, можно сделать вывод, что он жил в конце IV века.
В разных рукописях имя написано по-разному: Agenius, Agennius, Aggenus.

## Сочинения
Сочинения входят в Corpus agrimensorum romanorum.
Агеннию приписываются следующие сочинения:
- Aggeni Urbici in Julium Frontinum Commentarius — комментарий на De Agrorum Qualitate, трактат, который приписывается Фронтину. Комментарий Агения был плохо принят поздними авторами[5], в частности, Лахманном.
- In Julium Frontinum Commentariorum Liber secundus qui Diazographus dicitur;
- Commentariorum de Controversiis Agrorum Pars prior et altera («О контроверсиях по поводу полей»).

Впрочем, последняя, возможно, была написана в первом веке.
Этот трактат посвящен анализу и иерархической классификации видов контроверсий (всего Урбик выделяет 10 таких видов) о различных типах земель в колониях. Урбик весьма подробно разбирает всевозможные разновидности контроверсий, рассматривая ситуацию возникновения земельного спора и возможные пути его разрешения.
Ему также приписывают сочинение Commentum de agrorum qualitate, посвященное землемерному искусству. В нём автор заявляет о желании более ясно излагать трудный материал по землемерному искусству, чем его строго научные предшественники.